# Райнгардтсдорф-Шена
Райнгардтсдорф-Шена (нім. Reinhardtsdorf-Schöna) — громада в Німеччині, розташована в землі Саксонія. Входить до складу району Саксонська Швейцарія — Східні Рудні Гори. Складова частина об'єднання громад Бад-Шандау.
Площа — 31,75 км2. Населення становить 1302 ос. (станом на 31 грудня 2020).